# Педиаструм
Педиаструм (лат. Pediastrum) — род колониальных зелёных водорослей из порядка сфероплеевых (Sphaeropleales).

## Описание
Колониальные водоросли с талломом в виде однослойных плоских округлых или овальных ценобиев диаметром 15—400 мкм из 4—64 (редко до 128) клеток. В ценобиях из более чем 16 клеток они расположены концентрическими кольцами, каждое из которых состоит из определённого числа клеток. Между клетками могут наблюдаться перфорации. Клетки достигают 8—32 мкм в диаметре и могут быть различной формы. Как правило, они имеют форму многоугольников с 4 или более сторонами, при этом внешние клетки могут нести по одному или два отростка, напоминающих рога, а также щетинки. Клеточная стенка гладкая, сетчатая или сильно зернистая, в отличие от других зелёных водорослей, содержит относительно много кремния. Клетки многоядерные, с единственным пристеночным хлоропластом. Пиреноидов один или несколько.
Размножаются двужгутиковыми зооспорами, из которых развиваются новые ценобии, или покоящимися спорами с толстыми стенками (у P. simplex). Половое размножение изогамией, встречается редко. Гаметы по своей ультраструктуре напоминают гаметы Hydrodictyon.

## Экология
Планктонный род, часто встречающийся в постоянных и временных пресных водоёмах по всему миру.

## Классификация
По данным AlgaeBase, включает 46 видов.